# Krešimir Ćosić
Krešimir Ćosić (Zagabria, 26 novembre 1948 – Baltimora, 25 maggio 1995) è stato un cestista e allenatore di pallacanestro jugoslavo.
Ha vinto con la sua nazionale un torneo olimpico, due campionati mondiali e tre campionati europei.
A lui è intitolato il trofeo per il vincitore della Coppa di Croazia di pallacanestro maschile e l'arena polivalente situata nella città di Zara.
Ćosić svolse il ruolo di diplomatico per conto della Repubblica Croata negli Stati Uniti, presso l'ambasciata di Washington, durante gli anni della Guerra d'indipendenza croata.
È considerato uno dei giocatori più forti nella storia della pallacanestro europea.

## Biografia
Nato a Zagabria e cresciuto a Zara, dove iniziò a giocare nella squadra cittadina di KK Zadar, si trasferì nel 1971 negli Stati Uniti d'America per giocare e studiare nel college Brigham Young University, nello Stato di Utah. Durante la sua carriera universitaria, si convertì alla Chiesa di Gesù Cristo dei santi degli ultimi giorni, contribuendo poi anche alla traduzione del Libro di Mormon in croato. Giocatore di grande tecnica, equiparabile a una guardia nonostante la sua altezza e il suo ruolo di centro, venne due volte scelto nei Draft NBA (nel 1972 dai Portland Trail Blazers, nel 1973 dai Los Angeles Lakers). 
Rifiutò sempre di passare professionista in NBA, preferendo tornare in patria nel 1973 dopo la straordinaria carriera al college Brigham Young, team che ritirò la maglia numero 11 in suo onore e dove vinse due volte il premio All-America (primo straniero a riuscirvi). Tornato in Europa vinse vari titoli in Jugoslavia e Italia. Ritiratosi nel 1983, iniziò la sua carriera da allenatore in patria, in Italia e in Grecia, arrivando ad allenare anche la nazionale di pallacanestro della Jugoslavia.
Durante la Guerra d'Indipendenza Croata nel contesto del collasso della Jugoslavia, sfruttò la sua fama per fermare il conflitto ed entrò in politica divenendo vice-ambasciatore della Croazia a Washington. Desideroso di tornare nel mondo della pallacanestro, morì senza riuscirvi nel 1995 a Baltimora a causa di un linfoma non Hodgkin all'età di 46 anni. Venne sepolto nel cimitero Mirogoj di Zagabria.
L'anno dopo venne inserito nella Naismith Memorial Basketball Hall of Fame.

## Palmarès

### Giocatore
- YUBA liga: 6

Zadar: 1965, 1967, 1967-68, 1973-74, 1974-75
Cibona Zagabria: 1981-82
- Coppa di Jugoslavia: 3

Cibona Zagabria: 1981, 1982, 1983
- Campionato italiano: 2

Virtus Bologna: 1978-79, 1979-80
- Coppa delle Coppe: 1

Cibona Zagabria: 1981-82
- FIBA World Cup All-Tournament Teams: 1

1970